# Полтергейст
Полтерге́йст (нем. poltern — «грохотать», «стучать» и нем. Geist — «дух», буквально — «шумный дух») — распространённое название для явлений, которым приписывается мистическая и паранормальная природа, не связанная с конкретным мистическим существом или фольклорным персонажем (домовым, призраком и т. д.). Действиям полтергейста, как правило, приписывают посторонние шумы (стук, шаги), исчезновение или самопроизвольное перемещение предметов, а также возгорания.

## Проявления
Полтергейст «проявляет себя»:
- акустически (всевозможные звуки в помещениях, источник которых сложно установить — гул, грохот, шум, удары в стены, пол и потолок, царапанье, а также звуки, похожие на человеческие крики и стоны);
- кинематически («перемещения» предметов, хлопанье окнами и дверьми, появление неизвестно откуда жидкости);
- термически (якобы изменяя температуру предметов вплоть до обледенения или возгорания[1]),
- другими способами — как бы «воздействуя», в частности, на электрическое и электронное оборудование[2].

Относительно воздействия полтергейста на человека парапсихологи не пришли к единому мнению. Принято считать, что он никогда не наносит людям существенного физического вреда (отмечались случаи, когда запущенный в хозяина квартиры нож останавливался и падал, не долетая до цели). Но поступали сообщения и об исключениях, когда полтергейст причинял боль, нанося синяки и ушибы. Единственный описанный в парапсихологической литературе случай, когда полтергейст якобы вызвал смерть человека (так называемая «Ведьма Беллов»), до сих пор служит предметом споров среди исследователей феномена.
Исследовательница паранормальных явлений Джилейн Шервуд выделяет пять последовательных стадий «вызревания» полтергейста:
1. сенсорный (на уровне ощущений и запахов),
2. коммуникативный (стоны, голоса, дуновения в помещениях),
3. физический (прикосновения, включение и выключение электроприборов, движение окон, дверей и отдельных предметов),
4. осмысленный (швыряние предметов, умышленные действия, направленные на то, чтобы вызвать испуг),
5. агрессивный (укусы, удары, появление крови на стенах, угрожающие надписи, возникновение у жертвы непонятных болезненных состояний).

## Полтергейст по странам

### Россия
Одно из первых сообщений о происшествиях, которые по внешним признакам могли бы быть классифицированы как полтергейст, относится к 1666 году, когда в московской богадельне близ Иванова монастыря «нечистая сила» стала издавать шумы и сбрасывать постояльцев с постелей. На борьбу с ней был вызван преподобный Иларион, изгнавший из богадельни нечисть силой молитвы.
В декабре 1833 года Пушкин записал в дневнике: «В городе говорят о странном происшествии. В одном из домов, принадлежащих ведомству придворной конюшни, мебели вздумали двигаться и прыгать; дело пошло по начальству. Кн. В. Долгоруков нарядил следствие. Один из чиновников призвал попа, но во время молебна стулья и столы не хотели стоять смирно. Об этом идут разные толки. И сказал, что мебель придворная и просится в Аничков».
Самопроизвольное движение предметов наблюдалось в 1873 году в селе Барановка Симбирской губернии. По словам священника Н. П. Цветкова, «…самовар с кипятком поднялся с пола и отлетел аршина на два; из русской кухонной печи вырывало и разбивало вдребезги кирпичи; домашняя посуда и утварь летали в разные стороны и разбивались». При этом, отмечал он, — «Момент поднятия какой бы то вещи с известного места и перелёт её при внимательном наблюдении моем ни разу не был замечен, а только её падение». В 1887 году газета «Сибирский вестник» сообщила о погроме, учинённом невидимой силой в доме купца Савельева в Томской губернии. По словам репортёра, прибывшие на место происшествия «… следователь, товарищ прокурора, воинский начальник; хозяева и 40 заводских рабочих показали, что видели, как вещи, лежавшее спокойно, внезапно поднимались с места и стремительно летели в окна и разбивали их. Никто не мог уловить момента поднятия, но все ясно видели полёт вещи».
Многочисленные случаи того же рода описывает В. Н. Фоменко в книге «Земля, какой мы её не знаем».

## История
Происшествия, которые могут быть классифицированы как полтергейст, случались в течение всей новейшей истории. Иудейские, греческие и римские историки описывали случаи так называемой «бесовской одержимости», проявления которых близки к тем, какие сопутствуют полтергейсту. Несколько подобных случаев в «Тевтонской мифологии» («Deutsche Mythologie») описывает Якоб Гримм (один из братьев Гримм), в частности — происшествие в Бингене-на-Рейне (355 год н. э.), когда невидимая сила швыряла в людей камни, выбрасывала их из постелей и издавала всевозможные шумы.
Множество подобных случаев было описано и в средние века. Валлийский священник и летописец Джеральд Камбренс (Giraldus Cambrensis, он же Гиральд Камбрийский) в Itinerarium Cambriae (1191 год н. э.) описывает происшествие в Пемброкшире, где «нечистый дух» швырял грязь и предметы, рвал одежды и даже говорил человеческим языком, выдавая интимные секреты людей, при этом присутствовавших. В 1661 году в Англии широкую огласку получил случай с Барабанщиком из Тедуорта (Tedworth Drummer), когда барабан, принадлежавший заключённому в тюрьму нищему, продолжал играть самостоятельно; при этом самопроизвольно летали стулья, двигались кровати (вместе со спящими в них слугами) и слышались громкие царапающие звуки.
В 1698 году Рикард Чемберлейн в памфлете «Lithobolia, or Stone Throwing Devil» (ныне хранящемся в Британском музее) рассказал историю, происшедшую с Джорджем Уолтоном в Нью-Гемпшире, чей дом в течение нескольких месяцев подвергался бомбардировке камнями и тяжёлыми предметами. В 1662 году в Портсмуте, США, продолжительной атаке полтергейста подвергался Коттон Метер, дом Джорджа Уолтона. Последний, чтобы овладеть чужой землёй, обвинил соседку в колдовстве, а та в отместку прокляла его дом. После этого:
…Как-то раз в воскресенье, в час ночи, когда домочадцы спали мирным сном, раздался ужасающий грохот: крыша и двери затрещали под градом камней. Уолтоны тотчас проснулись. Поначалу все решили, что дом подвергся нападению индейцев, однако выглянув наружу, хозяин не увидел в пустынных полях ни души. Странным ему показалось лишь, что ворота словно приподнялись с петель. Уолтон ступил за порог, но тут же вынужден был ретироваться: на голову ему обрушился настоящий каменный шквал. Семья бросилась заколачивать двери и окна, но это не помогло. Вниз по трубе стали скатываться раскалённые булыжники, к которым невозможно было даже притронуться. Более того, камни стали каким-то образом влетать в дом через окна, не разбивая стёкол. Все свечи в доме тут же потухли. Один за другим различные предметы стали взлетать в воздух и вылетать вон... Долго ещё Уолтон не мог выйти из дома: невидимка тут же принимался обстреливать его камнями.
Парапсихолог Нандор Фодор считает, что прямое отношение к феномену полтергейста имеют индейские легенды о «демонах мрака», нападающих на людей и разрушающих жилища. Чарльз М. Скиннер в книге «Мифы и легенды этой земли» (глава «Дьявол, швыряющий камни») утверждает, что активность этих сущностей продолжалась до сравнительно недавнего времени: в конце XIX века в Глостере, штат Массачусетс, невидимые агрессоры держали в страхе целый военный гарнизон, «…пока не были обращены в бегство посеребрёнными пулями и молитвами капелланов».
Самый зловещий из описанных случаев относится к 1817 году, когда в штате Теннесси фермер Джон Белл стал жертвой «ведьмы» (предполагалось, что это призрак соседки Кейт Бэттс, которую Белл согнал с её земли) — невидимого и необычайно злобного существа, взявшегося терроризировать хозяина фермы и его семью. При этом в округе возникали видения странных животных, слышались свист, голоса, смех и пение. Квакер Проктер из Уиллингтон-Милл, неподалёку от Морпета, оставил пространные описания событий, происходивших с ним и его семьёй в 1831—1847 годах: полтергейст преследовал его в форме шумов, стуков и всевозможных видений.
Разновидностью полтергейста исследователи считают также «хонтинг» в Нормандии в 1850 году, когда местный священник отец Тинель подал в суд на «колдуна» Феликса Тореля, обвинив того в «организации» безобразий в Сидевилле, где 34 человека заявили о том, что в их домах происходят странные явления — стуки, движение мебели, стаскивание простыней с постелей и т. д.

### В XX веке
Исследователи паранормальных явлений Майкл Гросс и Колин Вилсон создали сборную антологию, в которую вошли более тысячи известных науке случаев полтергейста. Возможно, наибольшую известность в XX веке получил полтергейст в Борли Ректори, который начался через полгода после того, как 9 июня 1927 скончался владелец дома, священник Гарри Булл. После того, как в доме поселилась семья преподобного Эрика Смита, здесь стали раздаваться странные звуки (включая звонки и колокольчики), возникать всполохи света и появляться призрачные фигуры, в основном — животных. Смит обратился в редакцию «Дэйли Миррор» с просьбой вызвать в дом представителей ОПИ (Общества психических исследований). 10 июня 1929 года газета направила в Борли репортёра, и появившийся затем отчёт заинтересовал тогда ещё малоизвестного исследователя паранормальных явлений Гарри Прайса, который и приобрёл вскоре всемирную известность благодаря проведённой здесь исследовательской работе. Во время его присутствия в доме здесь летали камни и вазы, а также появлялись загадочные надписи на стеклах и зеркалах.
Так называемый Розенхаймский полтергейст, имевший место в баварском городе Розенхайм, в офисе юриста по имени Зигмунд Адам, вошёл в историю тем, что впервые был заснят на плёнку. Странности здесь начались в 1967 году: сам собой начал включаться и выключаться свет, беспричинно звонили телефоны (с молчанием на другом конце провода), открывались и закрывались ящики, разливались жидкости. Репортёр The Deutsche Post получил доказательства того факта, что в комнате действительно раздавались телефонные звонки (всего около 600 — за пять недель), когда сюда никто не звонил. В октябре 1967 года взорвались вдруг сразу все лампочки в комнате. Прибывшие для расследования Ханс Бендер и двое учёных-физиков установили, что странности происходят лишь когда неподалёку находится 19-летняя Анна-Мария Шаберль (незадолго до этого принятая на работу секретарша, как позже выяснилось, пережившая сильное психологическое потрясение и страдавшая острым неврозом). Бендеру удалось заснять на плёнку, как в тот самый момент, когда она входит в офис, в здании начинают мигать все лампочки. Как только Шаберль отправили в отпуск, в здании установилось полное спокойствие. Вскоре она была уволена и полтергейст прекратился.
Однако, расследование Бендера вскоре подверглось критике в статье газеты Die Zeit. Сообщалось, что в своей книге "Falsche Geister, echte Schwindler?" ("Фальшивые духи, настоящие мошенники?") авторы Альбин Нойманн, Герберт Шифф и Герт Гюнтер Крамер рассказали, что заявления о странностях, первоначально сделанные Адамом, были ложными. Авторы написали, что посетив офис Адама они обнаружили нейлоновые нити, прикрепленные к светильникам на стене и потолке, которые, если потянуть за них, заставляли светильники двигаться, и пришли к выводу, что "общественность обманули фокусами". Адам подал иск на судебный запрет на прекращение публикации книги, который не был удовлетворен, и дальнейшие слушания были назначены в окружном суде Траунштайна.
В числе наиболее известных случаев паранормальной активности с признаками полтергейста в XX веке — случай в Хопфгартене, Веймар (1921), феномен Элеоноры Зюгун (девушки из Румынии, которую истязал невидимка-dracu, и чей феномен лично изучал Гарри Прайс), полтергейст в Энфилде (1977) и Майами (во втором случае очевидцами явлений стали полицейский и скептик-фокусник, который явился для разоблачения, но был потрясён увиденным и признал свою неправоту), «полтергейст Маккензи» (в Эдинбурге, Шотландия), возгорания в Канетто ди Карония (2004—2005, Сицилия, Италия).
В СССР/России наибольшую известность в конце 80-х годов XX века получил случай полтергейста в рабочем общежитии в московском районе Лихоборы, чему был посвящён специальный выпуск телепередачи «Очевидное — невероятное» в 1989 году (первый сюжет такого рода на советском телевидении), а русский язык благодаря этому происшествию обогатился словом барабашка, служащим для обозначения подобных явлений.
В церковной среде известность получила история 1992 года с Магаданским полтергейстом. Тогда после семейной ссоры родственников в одной квартире начали летать множество предметов, а из всех проживающих там напуганным и одержимым оказался 12-летний мальчик. Очевидцами паранормального явления были сотрудники милиции, а позже — священники, которые безуспешно пытались освятить квартиру. В надежде помочь мальчику, его забрали в храм, однако неведомая сила переместилась в храм вместе с ним, после чего уже в храме начали летать всевозможные предметы церковной утвари. Позже в храме пропадали ключи, личные предметы сотрудников; кроме того, слышали пение. Очевидцами были служащие в храме священники, работники храма, прихожане. По словам мальчика, он видел демона, говорил с ним, сам пытался его изгнать из храма. События продолжались несколько дней.
Некоторые сервисы предлагает платную услугу, с помощью которой клиенты могут перед покупкой проверить дом на наличие в нем призраков и полтергейста.

## Попытки объяснения
До середины XIX века проявления полтергейста безоговорочно относились к «проискам дьявола». В числе первых исследователей полтергейста были основатели ОПИ сэр Уильям Барретт и Фредрик У. Майерс, причём последний сразу отметил радикальную разницу между полтергейстом и привидением.
Научный подход к изучению феномена стал применяться лишь в первой половине XX века, когда к работе приступили Нандор Фодор и Гарри Прайс.
В 30-х годах XX века психолог и парапсихолог Нандор Фодор выдвинул теорию, согласно которой полтергейст вызван не «духами», а человеческой психикой, в которой сконцентрированы подавленные чувства (гнев, раздражение, озлобленность). Фодор первым сформулировал представление о полтергейсте как о «психической проекции» болезненной (или развивающейся, подростковой) психики, выводящей вовне внутреннюю агрессию.
 Обычно источником полтергейста оказывается угнетённая психика подростка, вступающего в стадию полового созревания. Вследствие каких-то временных аномалий нервной системы энергетическая пружина её таинственным образом распрямляется, выбрасывает в пространство свою одушевлённую проекцию и превращается в злобного невидимку, который швыряет камни, бьёт посуду и разрушает всё, что ни попадется под руку. Как правило, «шумный дух» вполне удовлетворяется содеянным и успокаивается сам собой, но иногда открывает в себе дар поджигателя, и это увлечение для семьи несчастного подростка опаснее, чем все прежние шалости, вместе взятые. — Нандор Фодор, «Ярость, испепеляющая дома».
Он же успешно демонстрировал действенность своей теории, расследуя и анализируя наиболее громкие случаи полтергейста в Англии, в частности, полтергейст в Торнтон-Хит (1938), где женщина подвергалась нападению невидимого «вампира».
Один из последователей Фодора, Уильям Дж. Ролл (William Roll), директор Фонда психических исследований в Дерэме, штат Северная Каролина. Начиная с 60-х годов Ролл проанализировал 116 сообщений о полтергейсте (как старых, так и современных), и обнаружил общий для всех фактор, который он назвал «повторяющимся спонтанным психокинезом» (recurrent spontaneous psychokinesis, RSPK), и который вызывает физический эффект, не поддающийся рациональному объяснению. Он подтвердил идею Фодора о том, что как правило в центре полтергейста находится ребёнок или подросток, который при помощи бессознательного PK находит возможность безнаказанно «мстить» окружающим. По наблюдениям Ролла, чаще «агентами» полтергейста оказываются девочки: все они не осознают, что вызывают сами движение предметов или возгорания, но внутренне словно бы чувствуют удовлетворение от происходящего.
Аналогичные взгляды высказывал парапсихолог Крэйг Хамилтон-Паркер, считавший, что «большинство описанных случаев полтергейста возникает вокруг подростков, переживших несчастливое детство». Исследователи Центра парапсихологии в институте им. Дж. Б. Райна (Rhine Research Center Institute for Parapsychology) университета Дюк в Северной Каролине также пришли к выводу о том, что деятельность полтергейста — физическое выражение психологической травмы. Подобные теории не объясняют тех случаев, когда у исследуемых нет психологических проблем и при проявлении полтергейста в доме отсутствуют дети или совершенно нет подростков в семье.
Учёный по когнитивной нейробиологии, Мишель Персингер, предполагает, что геомагнитное поле — причина полтергейстов.
Во второй половине XX века некоторые учёные попытались найти научное объяснение феномену. Физик Дэвид Тернер предположил, что полтергейст и шаровая молния — явления одной природы и вызывают аналогичные физические эффекты. Появился термин «псевдо-психический» феномен: под ним подразумевается, что проявления полтергейста вызываются физическими силами, пока неизученными.
Парапсихолог Уильям Дж. Ролл и физик Хэл Патхофф из университета Дюк считают, что передвижения предметов без видимой причины могут быть вызваны аномалиями в так называемом поле нулевой точки. Эта идея подробно изложена в книге Ролла Unleashed, упомянута в книгах Дина Радина Entangled Minds и Мэри Д. Джонс Science.
Канадский изобретатель Джон Хатчинсон (см. Эффект Хатчинсона) утверждает, что воспроизвёл некоторые проявления полтергейста (левитацию, исчезновение объектов) в лабораторных условиях (а заодно открыл тайну Филадельфийского эксперимента). Всё это, однако, не объясняет таких проявлений полтергейста, как голоса, смех, надписи на зеркальных поверхностях или возгорания.

## В фольклоре
Фольклор приписывает возникновение полтергейста душам умерших — духам, домовым и злым колдунам. В религии различных стран проявление полтергейста связывается со злыми духами и демонами, которых изгоняют при помощи специальных обрядов экзорцизма.
В зависимости от поведения, народом разделяются на три категории:
- классические;
- злые;
- забавные — ласково именуются «барабашками»[37].

Приметой проявлений классического полтергейста являются его действия в отсутствие людей, которые по возвращении домой обнаруживают перевёрнутую мебель или сожжённое белье, разлитую на полу воду или мокрые стены, потолки (при отсутствии причин). К классическому полтергейсту относится до 80 % описываемых проявлений. Как правило, полтергейст начинается и прекращается внезапно и может продолжаться от нескольких месяцев до нескольких лет, но обычно длится не меньше месяца, в некоторых случаях носители полтергейста могут оставаться таковыми на всю жизнь.